# Felix Fromm
Felix Fromm (* 1977) ist ein deutscher  Jazzmusiker (Posaune, Komposition). Seit November 2021 ist er als Zweiter Posaunist Mitglied der hr-Bigband.

## Leben und Wirken
Fromm studierte von 1997 bis 2002 an der Musikhochschule Mannheim Jazzposaune und Arrangement/Komposition bei Adrian Mears und Jürgen Friedrich und absolvierte 2004 das Konzertexamen an der Musikhochschule Köln bei Henning Berg. Von 2002 bis 2004 war er Leadposaunist des Bundesjazzorchesters, anschließend zwei Jahre als freiberuflicher Musiker tätig. Im Rahmen eines Fulbright-Stipendiums folgte von 2006 bis 2008 ein Studienaufenthalt am Queens College und an der Manhattan School of Music in New York mit Unterricht unter anderem bei Steve Turre, Michael Mossman, Antonio Hart und Dave Liebman. Unter eigenem Namen legte er 2005 das Album Sextet vor, an dem Florian Trübsbach, Steffen Weber, Rainer Böhm, Arne Huber und Andi Haberl mitwirkten. Bei Rodenstein folgte 2014 sein Album One mit Riaz Khabirpour, Matthias Akeo Nowak und Jens Düppe. Gemeinsam mit Saxophonist Gary Fuhrmann veröffentlichte er 2022 bei Unit Records in Quartettbesetzung das Album Cheese Cake. Außerdem ist er Gründer und musikalischer Leiter der Brass-Band Blassportgruppe.
Ab 2008 unterrichtete Fromm als Lehrbeauftragter für Jazzposaune an den Musikhochschulen in Mannheim, Mainz und Saarbrücken, im Jahr 2018 wurde er an die Hochschule für Musik Würzburg auf eine Professur für Jazzposaune und Ensembleleitung berufen.